# Фонтенбло

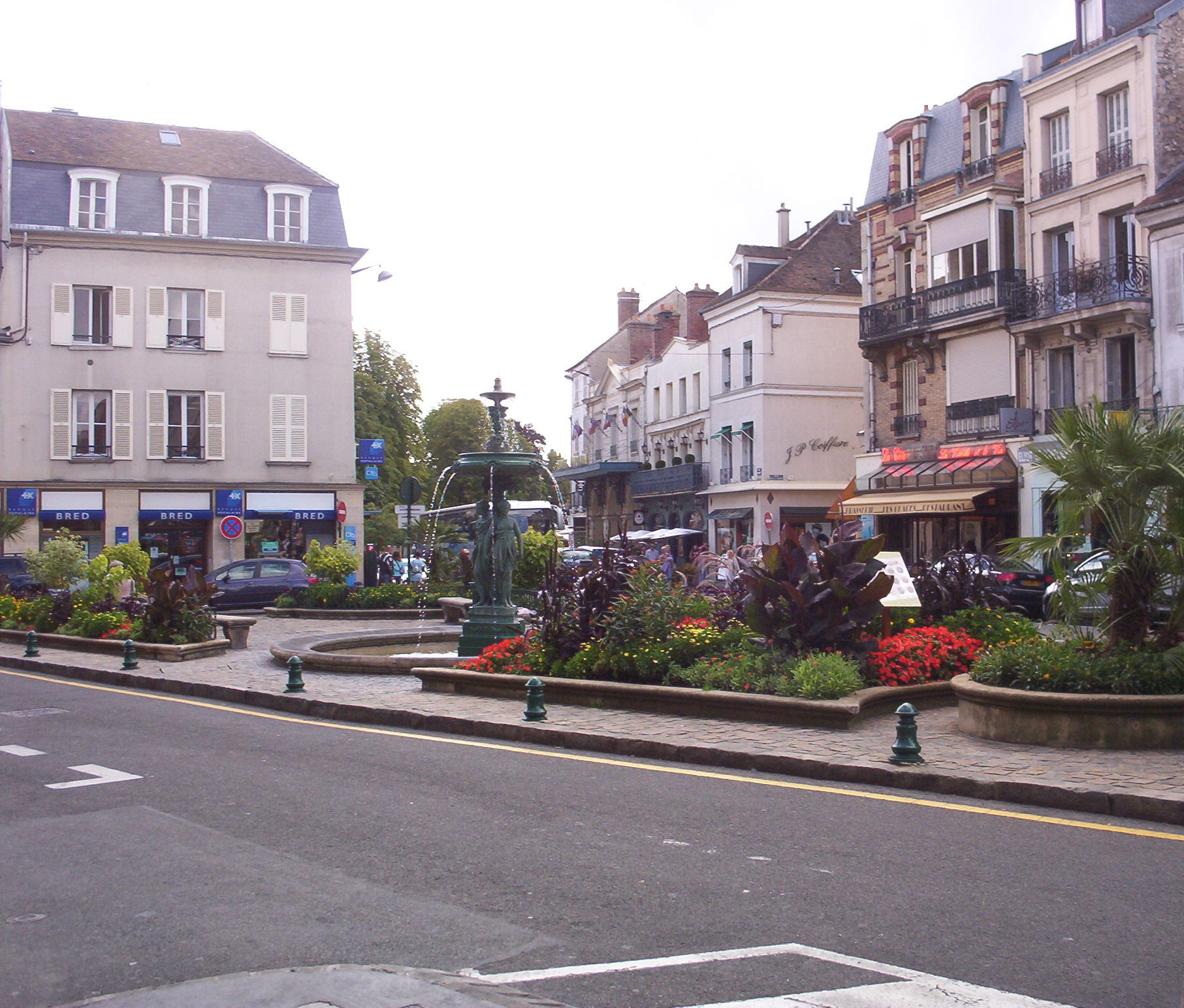
Одна из площадей в Фонтенбло

Фонтенбло́ (фр. Fontainebleau, [fɔ̃.tɛn.blo] — источник Блитвальда) — французская коммуна, расположенная в департаменте Сена и Марна в регионе Иль-де-Франс. Центр Фонтенбло удалён от центра Парижа на 55 км на юго-юго-восток.
При площади в 172 км², Фонтенбло — крупнейшая по площади коммуна Иль-де-Франс — больше, чем Париж. Большую её часть занимает лес Фонтенбло; население коммуны — всего 14 974 человека (перепись 2016). Жители Фонтенбло называют себя историческим самоназванием беллифонтены (фр. Bellifontains).

## Достопримечательности
На территории коммуны располагаются:
- дворец Фонтенбло — резиденция королей Франции с XII века; объект Всемирного наследия (№ 160);
- Бизнес-школа INSEAD, основанная в 1957 году;
- Высшая школа информатики и связи (ESIGETEL), основанная в 1986;
- Национальный центр подготовки специалистов судебной полиции Национальной жандармерии (CNFPJ) и Национальный центр подготовки специалистов Национальной жандармерии по обеспечению безопасности дорожного движения (CNFSR);
- до выхода Франции из военной организации НАТО (1968) в Фонтенбло располагались штабы и командные пункты НАТО в Центральной Европе; в 1968 они были выведены в Германию и Нидерланды.
- Центры Геотехники[6] и Геостатистики[7][8] Горной школы Парижа. У Центра Геостатистики в Фонтенбло большая история обучения геостатистике, начавшаяся с 1970-х гг. В течение более чем двадцати лет на курсах повышения квалификации CFSG[9] свыше 150 инженеров и геологов получили квалификацию горного геостатистика. Армстронг М. (1998) Основы линейной геостатистики, (перевод с англ.) Цель этих 9 месячных курсов, которые частично финансируются французским правительством через CESMAT, готовить профессиональных геостатистиков — специалистов, которые будут работать в горной промышленности.

Ежегодно Фонтенбло посещает 11 миллионов туристов. В лесу Фонтенбло расположен ипподром.
В лесу Фонтенбло, и только в нём растёт эндемик, вид рябины Sorbus latifolia — «дерево Фонтенбло» (фр. Alisier de Fontainebleau).

## Города-побратимы
- Констанц (Германия, с 1960)
- Ричмонд-апон-Темс (Великобритания, с 1977)
- Сиемреап (Камбоджа, с 2000)
- Лоди (Италия, с 2011)
- Синтра (Португалия, с 2016)

## Персоналии
- Лефевр, Клод (1632—1675) — французский художник и гравёр.
- Левассор, Пьер Тома (1808—1870) — французский актёр, певец.
- Людовик Великий Дофин (1661—1711) — 20 дофин Франции, сын Людовика XIV.